# Báetán mac Muirchertach
Pour les articles homonymes, voir Eochaid.
Báetán mac Muirchertach co Ard ri Érenn de 569 à 572.

## Origine
Báetán mac Muirchertach est le dernier fils de Muirchertach Mac Ercae du Cenél nÉogain des Ui Neill du Nord. Il régna trois ans conjointement avec son neveu Eochu ou Eochaid mac Domnaill qui était le fils aîné de l'Ard ri Érenn Domnall mac Muirchertach et de son épouse Brig.

## Co Ard ri Erenn
Les Annales en 572 mentionnent le meurtre de deux descendants de Muiredach (mac Éogan mac Niall Noigiallach) i.e Baetan mac Muirchertach & Eochaid mac Domnaill par Cronan mac Tigernach roi du Ciannachta de Glenn Geimin.

## Postérité
Báetán  épouse Pompa (?) fille de Loarn de Dál Riata dont :
- Máel Umai mac Báetáin (†  608/610) ;
- Colmán Rímid.